# Фондация „Остров Белене“
Фондацията „Остров Белене“ е неправителствена организация, поставила си за цел съхраняването, възстановяването и поддържането на останките от концентрационния лагер, разположен на островите Персин, Магарец и Щурчето.
Създадена през 2016 г., фондацията повече от четири години работи по проект за създаване на Мемориален комплекс, включващ Мемориално място и Мемориален път в памет на хилядите невинни жертви на режима между 1944 и 1990 г. от лагера „Белене“, в това число и за невинно страдалите през време на насилствената смяна на турските с български имена по времето на т.нар „Възродителен процес“.
Лагерът „Белене“ е най-големият, най-секретният и най-дълго поддържан лагер за политически и идеологически противници на Българската комунистическа партия през периода на тоталитарното управление след Деветосептемврийския преврат. Проектът предвижда частично възстановяване на умишлено заличените следи от престъпленията, извършени там от първия период на лагера от неговото създаване до 1953 г. Това става поради острата реакция на западните държави за грубото погазване на човешките права и свободи и нечовешките условия, в които без съд и присъда хиляди невинни граждани на България са били насилствено принуждавани да живеят. След извършени задълбочени изследвания и проучвания на многобройни достоверни източници, разкази, спомени и рисунки на оцелели бивши лагерници екип от архитекти, съвместно с историци и журналисти, разработва идеен проект за възстановяване на разрушените дървени бараки, карцери, охранителни вишки, заградителни съоръжения и др. Концлагерът „Белене“ е единственото място за задържане в България, където са запазени част от сградите от втория период на неговото съществуване от 1953 до 1989 година, а територията е изцяло съхранена. Това позволява хронологията да бъде възстановена, а мястото превърнато в място за отдаване на почит към жертвите и място, което да разказва на бъдещите поколения за зверствата на „комунистическия“ режим, за да не се допуснат отново грешките от близкото минало на страната.
През 2018 г. организацията е номинирана за приза „Доброволческа инициатива на годината“ на церемония в Президентството на Република България, а през месец декември 2019 г. получава специалена награда в категория „Постоянство и памет“, организирана от Българския хелзинкски комитет.